# Johann Sengstschmid
Johann Sengstschmid (* 16. Juli 1936 in Steinakirchen am Forst, Niederösterreich) ist ein österreichischer Komponist, Lehrer und Musikpädagoge.

## Leben und Werk
Sengstschmid wurde als ältestes von neun Kindern des Hauptschullehrers Johann Sengstschmid und dessen Frau Anna geb. Bair geboren. Er besuchte ab 1946 das Stiftsgymnasium Melk – dabei war er Sängerknabe im Stift Melk – und ab 1950 die Lehrerbildungsanstalt St. Pölten, wo er 1955 die Matura als Reifezeugnis für das Lehramt an Volksschulen ablegte. Im Anschluss daran war er bis 1965 in Folge Lehrer in Dornbirn, Glion, Traisen, bei den Wiener Sängerknaben und in St. Pölten.
Parallel zu seiner Tätigkeit als Lehrer studierte er von 1958 bis 1961 an der Musikakademie Wien, unter anderem bei Hans Swarowsky (Dirigieren), Reinhold Schmid (Chordirigieren) und Alfred Uhl (Satzlehre). Zudem absolvierte er private Studien in Klangreihenkomposition bei Othmar Steinbauer. Seine Studienfächer schloss er jeweils mit der künstlerischen Reifeprüfung ab.
Des Weiteren war er als Musiklehrer am Bundesgymnasium St. Pölten (1965–1968) und am Bamberger Gymnasium der Englischen Fräulein (1968–1987) tätig. Zudem hatte er von 1982 bis 1984 einen Lehrauftrag an der Universität Bamberg inne. Nach seiner 1986 erfolgten Sponsion zum Magister Artium an der Wiener Musikhochschule erhielt er ebenda Lehraufträge in verschiedenen Fachbereichen. Von 1987 bis 1997 unterrichtete er außerdem als Professor an der Musikhochschule Graz und gab dort Seminare zu Josef Matthias Hauers Zwölftonspiel und zu Steinbauers Klangreihenkomposition. Zu diesen Fachbereichen hielt er auch international Vorträge.
Als Komponist verfasste Sengstschmid bisher über 50 Werke, überwiegend Kammer-, Vokal- und Kirchenmusik. Alle Werke basieren auf der Klangreihenlehre seines Lehrers Othmar Steinbauer, die er nach dessen Tod weiterentwickelte und durch das Prinzip der Parallelen Klangreihen bereicherte.
Sengstschmid ist verheiratet mit Schulrätin Guntrude Sengstschmid und lebt in St. Pölten.

## Auszeichnungen
- 1961: Abgangspreis des Bundesministeriums für Unterricht und Kunst[2]
- 1964: Förderungspreis des Landes Niederösterreich für Komposition[2]
- 1969: Förderungspreis der Theodor Körner-Stiftung[2]
- 2005: Goldenes Ehrenzeichen für Verdienste um das Bundesland Niederösterreich[4]
- 2006: Ehrenzeichen der Landeshauptstadt St. Pölten[4]